# گروه اوزد
گروه اوزد (انگلیسی: OZ Group) شرکت خودروسازی ایتالیایی است، که در سال ۱۹۷۱ تأسیس شد.